# Gabriel Cano de Aponte
Gabriel Cano de Aponte (Mora (Toledo), 1665 – Santiago de Xile, 1733) fou un militar espanyol partidari de Felip V durant la Guerra de Successió Espanyola.
Inicià la seva carrera militar com a alferes al Flandes Espanyol. Durant la Guerra dels Nou Anys serví primer a la infanteria i després a la cavalleria, rang en què participà en la presa de Namur l'agost de 1695. Amb l'entronització de la dinastia Borbó, restà fidel a Felip V i va merèixer particulars recomanacions per la seva conducta en la derrota borbònica a la batalla de Ramillies (1706). Lluità contra les tropes imperials a les línies fortificades de Stolhoffen i el 1707 en l'atac a Gant. Derrotats els exèrcits borbònics a Flandes retornà a Espanya el 1710 i participà en la Guerra dels catalans (1713-1714), la darrera campanya militar de la Guerra de Successió Espanyola a Catalunya. Fou governador de Mataró i combaté diverses vegades contra les tropes del coronel Ermengol Amill.
Finada la guerra, va ser nomenat governador de Xile el 1715 i arribà a Santiago per assumir el càrrec el 1717. Va retirar les tropes del sud del Biobío i va entaular parlaments amb els indis. Va lluitar contra la rebel·lió Mapuche (1723-1726), que finalitzà amb el Parlament de Negrete de 1726 en què ambdues parts van signar la pau. L'11 de novembre de 1733 va morir a causa d'una caiguda del seu cavall durant unes celebracions realitzades a Santiago de Xile.